# Horaci del Piombino
Horaci del Piombino (Florència, 1582 - 1645) fou fill de Carles del Piombino. Fou príncep del Piombino i marquès de Populònia, príncep del sacre imperi, comte palatí del sacre imperi, i senyor de Scarlino, Populonia, Suvereto, Buriano, Abbadia al Fango i Vignale i de les illes d'Elba, Montecristo, Pianosa, Cerboli i Palmaiola del 5 de gener del 1626 al 1634 (de facto fins al 1635). El 1628 Espanya va reconèixer el seu govern però el 1634 l'emperador va vendre el principat als Ludovisi i fou deposat. Fou senyor de Valle i Montioni per renúncia del seu germà Belisari, però les va cedir al seu germà Anníbal.